# 金曜MOVE
『金曜MOVE』（きんようムーヴ）は、テレビ岩手で2019年4月から放送されている情報番組である。

## 放送時間
- 月1回2019年4月 - ：金曜 19:00 - 19:56（56分）